# Utsetela
Utsetela je
, biljni rod iz porodice dudovki smješten u tribus Dorstenieae. Postoje dvije priznate vrste koje su raširene po zapadnoj tropskoj Africi.

## Vrste
1. Utsetela gabonensis Pellegr.
2. Utsetela neglecta Jongkind